# Mataplana (llinatge)

Escut d'armes del llinatge dels Mataplana (segons l'Armorial de Gelre)

Els Mataplana eren un dels més antics llinatges de l'aristocràcia militar catalana, els orígens dels quals es remunten a la Llegenda dels Nou Barons de la Fama.

## Armes heràldiques
En camp d'or, una àguila de sable coronada i armada de sable, carregada al pit amb un escudet d'argent.

## Línia troncal dels Barons de Mataplana
- Hug I de Mataplana, (documentat entre 1076-1089) potser casat amb Adelaida.
- Hug II de Mataplana, (documentat entre 1112-1130) casat amb Ermessenda d'Empúries
- Bernat de Mataplana, casat amb Estefania
- Hug III de Mataplana, casat amb Beatriu
- Guillem de Mataplana, casat amb Dolça
- Ponç de Mataplana, (mort entre el 1180-1185) protagonista de cantars del trobador Guillem de Berguedà
- Hug IV de Mataplana, casat amb Guillema de Sales
- Hug V de Mataplana, (mort el 1229)
- Hug VI de Mataplana o Ponç Hug
  - Blanca de Mataplana, casada amb Galceran II d'Urtx (morta el 1290)

## Línia Urtx-Mataplana
- Ramon II d'Urtx, casat amb Esclarmonda de Conat (també anomenada Esclarmonda de Pallars)
  - Ramon d'Urtx
  - Hug VII de Mataplana (o Hug I de Pallars Sobirà) (mort el 1328), casat amb la comtessa Sibil·la I de Pallars Sobirà
    - Hug VIII de Mataplana casat amb Berenguera, que morí sense descendència el (mort el 1321)

### Comtes de Pallars
- Hug VII de Mataplana (o Hug I de Pallars Sobirà) (mort el 1328), casat amb la comtessa Sibil·la I de Pallars Sobirà
- Arnau Roger II de Pallars Sobirà (mort el 1343)
- Ramon Roger II de Pallars Sobirà (mort el 1350)
- Artau Roger de Pallars Sobirà
- Hug Roger I de Pallars Sobirà (1350-1366)
- Jaume Roger de Pallars Sobirà, últim en heretar la baronia de Mataplana, que el 1373 la vengué a Pere Galceran de Pinós
- Arnau Roger III de Pallars Sobirà (1366-1369)
- Hug Roger II de Pallars Sobirà (1369-1416)
- Roger Bernat I de Pallars Sobirà (1416-1424)
- Bernat Roger I de Pallars Sobirà (1424-1442)
- Arnau Roger IV de Pallars Sobirà (1442-1451)
- Hug Roger III de Pallars Sobirà (1451-1491)
  - Elisabet de Pallars Sobirà
  - Joana de Pallars Sobirà

## Branca secundària dels Mataplana
- Huguet de Mataplana, casat amb Sança i trobador
- Huguet de Mataplana (branca secundària), fill d'Hug i d'Elisenda, i present a la Conquesta de Mallorca